# Farnworth (Cheshire)
Farnworth – część miasta Widnes w Anglii, w hrabstwie ceremonialnym Cheshire, w dystrykcie (unitary authority) Halton. Leży 24 km na północny wschód od miasta Chester i 273 km na północny zachód od Londynu. Miejscowość liczy 6300 mieszkańców.